# Системная предвзятость
Системная предвзятость, системные отклонения — свойственная процессу тенденция поддерживать одну из сторон, отдавать предпочтения отдельным результатам. Термин является неологизмом и относится к социальным (человеческим) системам, схожее явление в технических системах называется систематической ошибкой.
В отличие от случайных ошибок, в случае систематической предвзятости необъективность допускается в пользу одной из сторон.
Например, можно предположить, что при организации конкурса поэтов наилучшими кандидатами в жюри будут победители этого конкурса прошлых лет. Но в таком случае члены жюри могут сознательно или несознательно руководствоваться не только своей оценкой поэтического мастерства конкурсантов, но и принадлежностью конкурсантов к их кругу, такими критериями, как разделяют ли конкурсанты с ними общие ценности, имеют ли схожие точки зрения на поэзию или общеполитические вопросы, члены жюри могут принимать во внимание религию, цвет кожи, место рождения поэтов-конкурсантов, что в итоге может привести к предвзятости в выборе победителя поэтического конкурса.
В некоторых странах действуют программы, направленные на преодоление систематической предвзятости — так, в США действует программа «Affirmative action» («Позитивное действие»), которую можно определить как «компенсационную, или позитивную, дискриминацию», в соответствии с которой традиционно дискриминируемые (например по расовому, гендерному признакам) группы получают преимущества при приёме на работу. В Индии действуют программы «Scheduled castes» и «Scheduled tribes», устанавливающие квоты представителей разных каст и племён в органах государственной власти.